# جورج رايت (لاعب كرة سلة)
جورج رايت (بالإنجليزية: George Wright)‏ (28 يناير 1847 بيونكيرس في الولايات المتحدة - 21 أغسطس 1937 ببوسطن في الولايات المتحدة) هو لاعب كرة قاعدة ولاعب كريكت ولاعب كرة سلة أمريكي في مركز شورتستوب ‏. شارك مع منتخب الولايات المتحدة الوطني للكريكت.

## وصلات خارجية
- جورج رايت على موقع دوري كرة القاعدة الرئيسي (الإنجليزية)
- جورج رايت على موقعبيزبول رفرنس.كوم (الدوري الرئيسي) (الإنجليزية)
- جورج رايت على موقعبيزبول رفرنس.كوم (الدوري الثانوي) (الإنجليزية)
- جورج رايت على موقع جمعية أبحاث البيسبول الأمريكية (الإنجليزية)
- جورج رايت على موقع مشجعي الرسوم البيانية (الإنجليزية)
- جورج رايت على موقع قاعة مشاهير كرة القاعدة (الإنجليزية)